# Johann Friedrich Christian von der Recke zu Steinfurt
Johann Friedrich Christian von der Recke zu Steinfurt (* 1701; † 1. Januar 1726) war Domherr in Paderborn und Amtsdroste im Amt Werne.

## Leben

### Herkunft und Familie
Johann Friedrich Christian wuchs als Sohn des Johann Matthias von der Recke zu Steinfurt und seiner Gemahlin Anna Maria von Plettenberg zu Lehnhausen († 1707) zusammen mit seinem Bruder Ferdinand Wilhelm sowie seinen Halbgeschwistern Anna Maria Theresia, Franz Arnold und Anna Maria Theresia in der uralten westfälischen Adelsfamilie von der Recke auf.

### Werdegang und Wirken
Am 5. Juni 1706 hat das Domkapitel Johann Friedrich Christians Anwartschaft auf die Drostenstelle seines Vaters bestätigt. Mit dem Erhalt der Tonsur am 4. April 1711 wurde er auf ein geistliches Amt vorbereitet. 1720 erhielt er nach dem Verzicht des Erzbischofs Franz Ludwig von der Pfalz eine Dompräbende in Münster, auf die er allerdings bereits nach fünf Jahren zugunsten seines Bruders Ferdinand Wilhelm verzichtete. 1721 erhielt er eine Dompräbende in Paderborn. Nach dem Besuch der Universität Siena im Jahre 1722 empfing Johann Friedrich die Priesterweihe. 1725, ein Jahr vor seinem Tod, verzichtete er zugunsten seines Bruders Ferdinand Wilhelm auf seine Präbenden.
Johann Friedrich Christian wurde in der Hippolytuskapelle im Paderborner Dom beigesetzt.